# Chuck Hagel
Charles Timothy "Chuck" Hagel (sinh ngày 04 tháng 10 năm 1946) là một chính khách Mỹ và Bộ trưởng quốc phòng Hoa Kỳ thứ 24 từ ngày 27 tháng 2 năm 2013 đến ngày 17 tháng 2 năm 2015. Ông là cựu thượng nghị sĩ từ Nebraska (1997 - 2009).
Ông đã từng tham gia và bị thương trong chiến tranh Việt Nam. Hagel trở về Hoa Kỳ và bắt đầu một sự nghiệp chính trị và kinh doanh, là đồng sáng lập của Vanguard Cellular. Một thành viên của Đảng Cộng hòa, Hagel lần đầu tiên được bầu vào Thượng viện năm 1996. Ông tái đắc cử vào năm 2002 và sau đó đã nghỉ hưu trong năm 2008. Hagel là một giáo sư tại Trường đối ngoại Edmund A. Walsh tại Đại học Georgetown, Chủ tịch của Hội đồng Đại Tây Dương, và là đồng Chủ tịch Ban Cố vấn Tình báo cho Tổng thống Hoa Kỳ (President's Intelligence Advisory Board).
Trong tháng 12 năm 2012, báo chí đã thông báo rộng rãi rằng Hagel có thể được đề cử để thay thế Bộ trưởng quốc phòng Leon Panetta, trong nhiệm kỳ thứ hai của Tổng thống Barack Obama. Ngày 27 tháng 2 năm 2013, ông nhận chức Bộ trưởng quốc phòng Hoa Kỳ thay thế cho ông Leon Panetta.
Tuy nhiên, chưa đầy hai năm trên cương vị, trước áp lực từ dư luận và sự không hài lòng của Tổng thống Obama, ông đã quyết định từ chức. Quyết định chính thức đã được Tổng thống Obama công bố vào ngày 24 tháng 11 năm 2014.

## Tiểu sử
Hagel sinh ra ở North Platte, Nebraska, con trai của bà Betty (nhũ danh Dunn) và ông Charles Dean Hagel. Cha của ông người gốc Đức, còn mẹ ông người gốc Ba Lan và Ai Len. Ông tốt nghiệp từ Trường trung học St. Bonaventure (nay là Trường trung học Công giáo Trung tâm Scotus) ở Columbus, Nebraska năm 1964, Viện Brown Phát thanh và Truyền hình năm 1966 và Đại học Nebraska tại Omaha năm 1971.
Hagel là một cựu chiến binh chiến tranh Việt Nam, đã phục vụ trong bộ binh Quân đội Hoa Kỳ, cấp bậc trung sĩ (E-5) từ 1967 - 1968. Ông đã giữ cương vị tiểu đội trưởng bộ binh Sư đoàn bộ binh 9. Trong khi phục vụ trong chiến tranh Việt Nam, Hagel đã được tặng thưởngVietnamese Cross of Gallantry, hai Purple Heart, Army Commendation Medal, và Combat Infantryman Badge.. Sau khi trở về Hoa Kỳ từ Việt Nam, ông đã làm một phát thanh viên đài phát thanh và dẫn chương trình ở Omaha từ 1969 đến 1971.
Năm 1971, Hagel đã được thuê làm nhân viên cho Thượng nghị sĩ John Y. McCollister (R-NE), phục vụ cho đến năm 1977. Trong bốn năm tiếp theo, ông làm nhà vận động hành lang cho Công ty cao su và lốp xe Firestone,, vào năm 1980, ông phục vụ cho một tổ chức cho các chiến dịch vận động tranh cử tổng thống thành công của cựu Thống đốc bang California Ronald Reagan.
Sau lễ nhậm chức Tổng thống Hoa Kỳ của Reagan, Hagel đã được bổ nhiệm làm Phó cục trưởng Cục cựu chiến binh. Tuy nhiên, vào năm 1982, ông từ chức do không đồng ý với CỤc trưởng cục này Robert P. Nimmo, người có ý định cắt tài trợ cho các chương trình của cựu binh Mỹ. Nimmo đã gọi nhóm cựu chiến binh là "tham lam", và chất độc da cam là không tệ hơn nhiều so với "mụn trứng cá của đám tuổi tin".

## Nhận xét
- Về cuộc khủng hoảng ở Krym (tại Tokyo vào ngày 5.04.2014 trước khi tới Trung Quốc trong chuyến đi thăm các nước Á châu):

| “ | Bạn không thể đi vòng vòng và định nghĩa lại các biên giới, xâm phạm tới sự vẹn toàn lãnh thổ và chủ quyền của các quốc gia khác bằng bạo lực, áp bức và đe dọa, dù đó là những hòn đảo nhỏ tại Đại Tây Dương hay các quốc gia lớn tại Âu châu. Đó là điều tôi sẽ nói với các người bạn Trung Quốc của chúng tôi. | ” |